# L'Apparition de la Joconde
Pour plus de détails, voir Fiche technique et Distribution.
L'Apparition de la Joconde est un film français réalisé en 2009 par François Lunel et sorti en 2011.

## Fiche technique
- Titre : L'Apparition de la Joconde
- Réalisation : François Lunel
- Scénario : François Lunel
- Adaptation : Viviane Zingg
- Dialogues : Arnaud Bougoin
- Photographie : Christophe Debraize-Bois
- Son : Nicolas Waschkowski
- Mixage : Philippe Grivel et Antoine Bailly
- Musique : Mathieu Lamboley et Tal Haddad
- Montage : Gladys Joujou
- Production : La Vie est belle Films Associés - Promenades Films
- Pays d'origine :  France
- Durée : 81 minutes
- Date de sortie : France - 12 octobre 2011

## Distribution
- Serge Riaboukine : Frank Brettnacher
- Vanessa Glodjo : Lisa
- Grégoire Colin
- Stefano Cassetti
- Dominique Besnehard
- Charlotte Marquardt
- Julie Gayet
- Pierre Renverseau
- Cyrielle Debreuil